# 프리츠 티센
프리츠 티센 (Friedrich "Fritz" Thyssen, 1873년 11월 9일 ~ 1951년 2월 8일)은 독일의 자본가, 공업 경영자이다. 나치 독일 정권에 협력하기도 하였으나 중도에 의문을 품고 탈출을 시도하다 체포되어 나치 강제 수용소에 종전 시까지 구금되었다. 중공업 콘체른인 티센사(社)의 창시자인 A.티센의 아들이다. 독일 점유율 최고의 티센사의 회장이며 티센크루프의 전신이다.